# Стаматис Склирис
Стаматис Склирис (грч.Σταμάτης Σκλήρης)  је значајни грчки иконописац и један од најбољих познавалаца православне иконологије и технотропије иконе, као и античког, средњевековног и модерног сликарства.

## Живот
Рођен је у атинском пристаништу Пиреју 1946. године. На крштењу је добио име по Светом новомученику Стаматију са острва Идре. Од раног детињства је показивао таленте за уметност, па је током основног и средњег образовања почео да слика, пише црквене песме и свира на усној хармоници. Завршио је медицину 1971. а потом и Теологију 1976. на Атинском универзитету. Постдипломске студије наставио је у Београду; на Богословском и Философском факултету, где је слушао предавања из Теологије и историје уметности. 
Године 1979. рукоположен је у чин свештеника у Атинској Архиепископији и отада служи као парохијски свештеник у парохијама Успенија и Покрова Пресвете Богородице у Атинским предграђима Вула и Папагу. За свој пастирски рад унапређен је у чин протојереја-ставрофора.
Организовао је семинаре за учење византијског сликарства у културној установи Гуландри - Хорн у Атини (1986-7) и у Паризу: у грчкој цркви Св. Стефана и у српској цркви Св. Саве (1993-1994), а такође и у универзетској капели у Бангор у Велсу.

## Рад
. 
Као сликар, отац Стаматис Склирис је створио свој лични стил који долази из комбинације традиционалне и модерне уметности. Главна одлика његове уметности јесте светлост:
„Светлост је та која у византијском (=православном) сликарству поистовећује онтологију са естетиком, и онтологију са гносеологијом. А та православна сликарска онтологија је онтологија светлости“.— Стаматис Склирис, У огледалу и загонетки (иконолошки есеји са 510 илустрација)
Стаматис Склирис је фрескописао и оставио свој печат и на простору Србије и Републике Српске:
- Манастир Ћелије[3]
- Манастир Високи Дечани [4]
- Црква Светог Максима Исповедника у Костолцу[5]
- Црква Свете Петке у Пожаревцу [6]
- Храм Васкрсења Христовог у Пребиловцима[7]
- Манастир Тврдош